# Livmedikus

Hovuniform för livmedikus. Livmedici hade guldbroderier föreställande linneablomsterrankor, till skillnad från andra hovfunktionärer som hade eklöv.

Livmedikus är titeln för en läkare hos en furstlig person. I Sverige kallas den som förestår hovets medicinska service förste livmedikus, en titel som inrättades 1806 av kung Gustav IV Adolf speciellt för läkaren Gabriel Gamaliel Rislachi. Även överläkaren vid Loka brunn fick bära titeln livmedikus.

## Historia
Befattningen som förste livmedikus var ofta förenad med ordförandeskap (president) i Collegium medicum, som 1666 bildades av en livmedikus, G.F. Du Rietz, med tre andra läkare. Numera är förste livmedikus organiserad i Kungliga Läkarstaten, som förutom två förste livmedikus består av tre livmedikus och två hovtandläkare. Tjänsterna är oavlönade hedersuppdrag som tillsätts på rekommendation. Förutom kungafamiljens hälsokontroller, ansvarar livmedikus för hälsan hos besökare och gäster.
Från början av 1600-talet används även titeln arkiater (av grekiska ἀϱχίατϱος, av ἀϱχι- = förste/över/överste (jämför ärke-)  och ἰατϱός = läkare som alternativ till förste livmedikus. De sista som haft titeln arkiater var Pehr von Afzelius (blev förste arkiater 1818) och Erik af Edholm (1777–1856) ordförande i Sundhetskollegium (blev förste arkiater 1842)
Även titeln hovmedikus har använts för liknande befattningar.

## Några kända läkare som varit livmedici
- Johan Copp (1490–1559) från 1555 hos kung Gustav Vasa, från 1558 hos hertig Johan
- Olof Bure (1578–1655) från 1612 hos hertig Johan av Östergötland[2], från 1618 hos kung Gustav II Adolf.[3]
- Kasper Fidlerus hos kung Karl IX.
- Petrus Kirstenius (–1640), 1636–1640 hos drottning Kristina
- Grégoire François Du Rietz (1607–1682) livmedikus 1642–1651 hos drottning Kristina.[4] Från 20 januari 1655 arkiater hos kung Karl X Gustav och senare hos kung Karl XI.
- Urban Hjärne (1641–1724) från 1684 förste livmedikus hos kung Karl XI.
- Kristian Henrik Hjärne (1709–1794) hos drottning Ulrika Eleonora.[5]
- Peter von Heidenstam (1708–1783), livmedikus hos Adolf Fredrik.
- Nils Rosén von Rosenstein hos kungarna Fredrik I, Adolf Fredrik och kronprins Gustav.
- Nils Dalberg (1736–1820) hos kronprinsen, sedermera kung Gustav III till kungens död 1792 och sedan också hos kung Gustav IV Adolf.
- Gabriel Gamaliel Rislachi (1765–1808), finsk läkare, 1806–1808 förste livmedikus hos kung Gustav IV Adolf.
- Magnus Martin af Pontin (1809–1818), förste livmedikus hos kung Karl XIII.
- Mathias Ribe
- Vincent Lundberg, förste livmedikus hos kung Karl XV.
- Carl Johan Ekströmer (1793–1860), livmedikus år 1821.
- Fredrik Olof Widmark (1799–1839), livmedicus år 1836.
- Olof Petter Liljewalch (mitten av 1800-talet)
- Johan Daniel Grill från 1852-
- Johan Gustaf Edgren (1849–1929) hos Oskar II från 1888 och efter dennes frånfälle hos efterträdaren Gustaf V fram till 1914.
- Erik af Edholm (1777–1856) hos kung Karl XIV Johan.
- Edvard Edholm (1831–1913) hos kung Karl XV från 1866.[6]
- Axel Munthe (1857–1949) från 1891 hos kronprinsessan, senare drottning Viktoria.[7]
- Ernst Olof Lidin (1863–1932), livmedikus från 1899 och förste livmedikus från 1908 hos drottning Sofia.
- Israel Hedenius (1868–1932)
- Harald Ernberg (1874–1944) från 1921
- Gunnar Biörck (1916–1996), från 1968
- Rolf Nordlander
- Peter Möller
- Mårten Rasch
- Jan Östergren (1950–), från 2005
- Mårten Rosenqvist (1952–), från 2006[8]
- Viveka Frykman Kull, (1959– ), från 2022, Sveriges första kvinnliga förste livmedikus[9]